# Cedusa pipsewa
Cedusa pipsewa är en insektsart som beskrevs av Kramer 1986. Cedusa pipsewa ingår i släktet Cedusa och familjen Derbidae. Inga underarter finns listade i Catalogue of Life.